# México en los Juegos Paralímpicos de Pekín 2008
México estuvo representado en los Juegos Paralímpicos de Pekín 2008 por un total de 67 deportistas, 37 mujeres y 30 hombres.

## Medallistas
El equipo paralímpico mexicano obtuvo las siguientes medallas:
| Nombre                     | Deporte                   | Evento                     |
| -------------------------- | ------------------------- | -------------------------- |
| Oro                        |                           |                            |
| Perla Bustamante           | Atletismo                 | 100 m T42 femenino         |
| Mario Santillán            | Atletismo                 | Maratón T46 masculino      |
| Mauro Máximo               | Atletismo                 | Peso F53/54 masculino      |
| Amalia Pérez               | Levantamiento de potencia | –52 kg femenino            |
| Nely Miranda               | Natación                  | 50 m libre S4 femenino     |
| Nely Miranda               | Natación                  | 100 m libre S4 femenino    |
| Patricia Valle             | Natación                  | 50 m libre S3 femenino     |
| Juan Ignacio Reyes         | Natación                  | 50 m espalda S4 masculino  |
| Pedro Rangel               | Natación                  | 100 m braza SB5 masculino  |
| Eduardo Ávila              | Yudo                      | –73 kg masculino           |
| Plata                      |                           |                            |
| María de los Ángeles Ortiz | Atletismo                 | Peso F57/58 femenino       |
| Doramitzi González         | Natación                  | 50 m libre S6 femenino     |
| Lenia Ruvalcaba            | Yudo                      | –70 kg femenino            |
| Bronce                     |                           |                            |
| Jeny Velazco               | Atletismo                 | Jabalina F57/58 femenino   |
| Luis Alberto Zepeda        | Atletismo                 | Jabalina F53/54 masculino  |
| Mario Santillán            | Atletismo                 | 5000 m T46 masculino       |
| Laura Cerero               | Levantamiento de potencia | –40 kg femenino            |
| Perla Bárcenas             | Levantamiento de potencia | –82,5 kg femenino          |
| Doramitzi González         | Natación                  | 100 m libre S6 femenino    |
| Patricia Valle             | Natación                  | 150 m estilos SM4 femenino |